# Gerardo Ariel Morales Santos
Gerardo Ariel Morales Santos est un footballeur uruguayen né le 20 septembre 1975 à Montevideo.

## Carrière
- 1997 :  Club Atlético Rentistas
- 1998 :  Club Atlético Rentistas
- 1999 :  Club Atlético Rentistas
- 2000 :  Club Atlético Rentistas
- 2000-01 :  Club Atlético Huracán
- 2001-02 :  Grasshopper-Club Zürich
- 2002-03 :  Grasshopper-Club Zürich
- 2003 :  Montevideo Wanderers Fútbol Club
- 2004 :  Club Deportivo Maldonado Punta del Este
- 2005 :  Rampla Juniors Fútbol Club
- 2006 :  Universidad San Martin de Porres
- 2006-07 :  Club Nacional de Football
- 2007 :  Mes Kerman